# Nesidiorchestes hawaiiensis
Nesidiorchestes hawaiiensis är en insektsart som beskrevs av George Willis Kirkaldy 1902. Nesidiorchestes hawaiiensis ingår i släktet Nesidiorchestes och familjen ängsskinnbaggar. Inga underarter finns listade i Catalogue of Life.